# Centruchus capensis
Centruchus capensis är en insektsart som beskrevs av Ernst Friedrich Germar. Centruchus capensis ingår i släktet Centruchus och familjen hornstritar. Inga underarter finns listade i Catalogue of Life.